# دریاچه ایسیک
دریاچه ایسیک (به قزاقی: Lake Issyk) یک دریاچه است که در قزاقستان واقع شده‌است.